# Morti nel 1349
| Questa pagina contiene informazioni ricavate automaticamente dalle voci biografiche con l'ausilio del template Bio e di un bot. L'aggiornamento è periodico e automatico e ricostruisce completamente la pagina. Se manca una persona in questa lista, sei pregato di non aggiungerla, ma accertati piuttosto che la sua voce biografica contenga il template Bio e che i dati anagrafici siano correttamente compilati. Se il template Bio manca, inseriscilo tu stesso o, in alternativa, metti l'avviso {{tmp\|Bio}} che ne segnala la mancanza. Se i dati riportati sono sbagliati, correggi direttamente la voce biografica; le modifiche saranno visibili in questa lista entro pochi giorni. Per chiarimenti vedi il progetto biografie. La lista contiene solo le 38 persone che sono citate nell'enciclopedia e per le quali è stato implementato correttamente il template Bio. Pagina aggiornata al 10 ago 2025. |

- 24 gennaio - Luchino Visconti, condottiero italiano (n. 1292)
- 26 febbraio - Fatima bint al-Ahmar, principessa araba
- 31 marzo - Isabella d'Aragona, principessa (n. 1310)
- 3 aprile - Oddone IV di Borgogna, duca (n. 1295)
- 21 aprile - Guido da Baisio I, vescovo cattolico italiano
- 20 maggio - John de Ufford, presbitero inglese
- 14 giugno - Günther XXI di Schwarzburg, sovrano tedesco (n. 1304)
- 23 giugno - Pierre Bertrand, cardinale e vescovo cattolico francese (n. 1280)
- 3 luglio - Alice Comyn, nobile scozzese (n. 1289)
- 4 luglio - Waleramo di Jülich, nobile tedesco
- 6 luglio - Margherita di Savoia, principessa
- 26 agosto - Thomas Bradwardine, teologo e matematico britannico (n. 1290)
- 3 settembre - Lamberto Balduino della Cecca, vescovo cattolico italiano
- 11 settembre - Bona di Lussemburgo, duchessa (n. 1315)
- 13 settembre - Angelo Cerretani, vescovo cattolico italiano
- 28 settembre - Caterina d'Asburgo, nobile austriaca (n. 1320)
- 29 settembre - Margaret Wake, nobildonna britannica (n. 1297)
- 6 ottobre - Giovanna II di Navarra, regina (n. 1311)
- 23 ottobre - Niccolò di Lira, francescano e teologo francese
- 25 ottobre - Giacomo III di Maiorca, principe (n. 1315)
- 31 ottobre - Aymeric de Chalus, cardinale e arcivescovo cattolico francese
- 18 novembre - Federico II di Meißen, nobile tedesco (n. 1310)
- 23 novembre - Catherine Montacute, contessa di Salisbury, nobildonna inglese
- 12 dicembre - Giovanna di Borgogna, regina (n. 1293)
- Acciaiolo Acciaiuoli, banchiere e politico italiano
- Ziliola dei Bonacolsi, nobile italiana
- Roberto de' Bardi, teologo italiano (n. 1290)
- Endrighetto di Bongaio, politico italiano
- Pietro dei Faitinelli, poeta italiano
- Maria di Lituania, principessa lituana
- Raimondo Peralta, nobile, militare e politico italiano
- Francesco Ramponi, vescovo cattolico italiano
- Richard Rolle, religioso e scrittore britannico
- Gherardo V da Camino, nobile e militare italiano
- Sennuccio del Bene, poeta italiano
- Emilia della Gherardesca, nobile italiana
- Margherita di Boemia, regina (n. 1335)
- Agnolo di Ventura, scultore e architetto italiano (n. 1312)